# Chang-čou
Chang-čou ( výslovnost; čínsky pchin-jinem Hángzhōu, znaky 杭州) je město v Čínské lidové republice, v jejímž administrativním systému je hlavním a zároveň nejlidnatějším městem provincie Če-ťiang. Leží asi 200 km jihojihozápadně od Šanghaje na řece Čchien-tchang, jejíž estuárovité ústí vytváří takzvaná changčouská zátoka (杭州湾), který odděluje města Šanghaj a Ning-po. Chang-čou nabylo na významu díky tomu, že leží na jižním konci dodnes využívaného Velkého kanálu a zároveň bylo po většinu posledního tisíciletí jedno z nejproslulejších a nejbohatších měst Číny.
Chang-čou je subprovinčním městem a tvoří jádro changčouské metropolitní oblasti, která je v Číně čtvrtou největší. Podle údajů z šestého sčítání lidu Čínské lidové republiky roku 2010 měla tato metropolitní oblast 21,1 milionů obyvatel na ploše 34 585 km2. V samotné changčouské městské prefektuře pak bylo v roce 2020 na ploše 16 820 km2 registrováno 11 936 010 obyvatel.

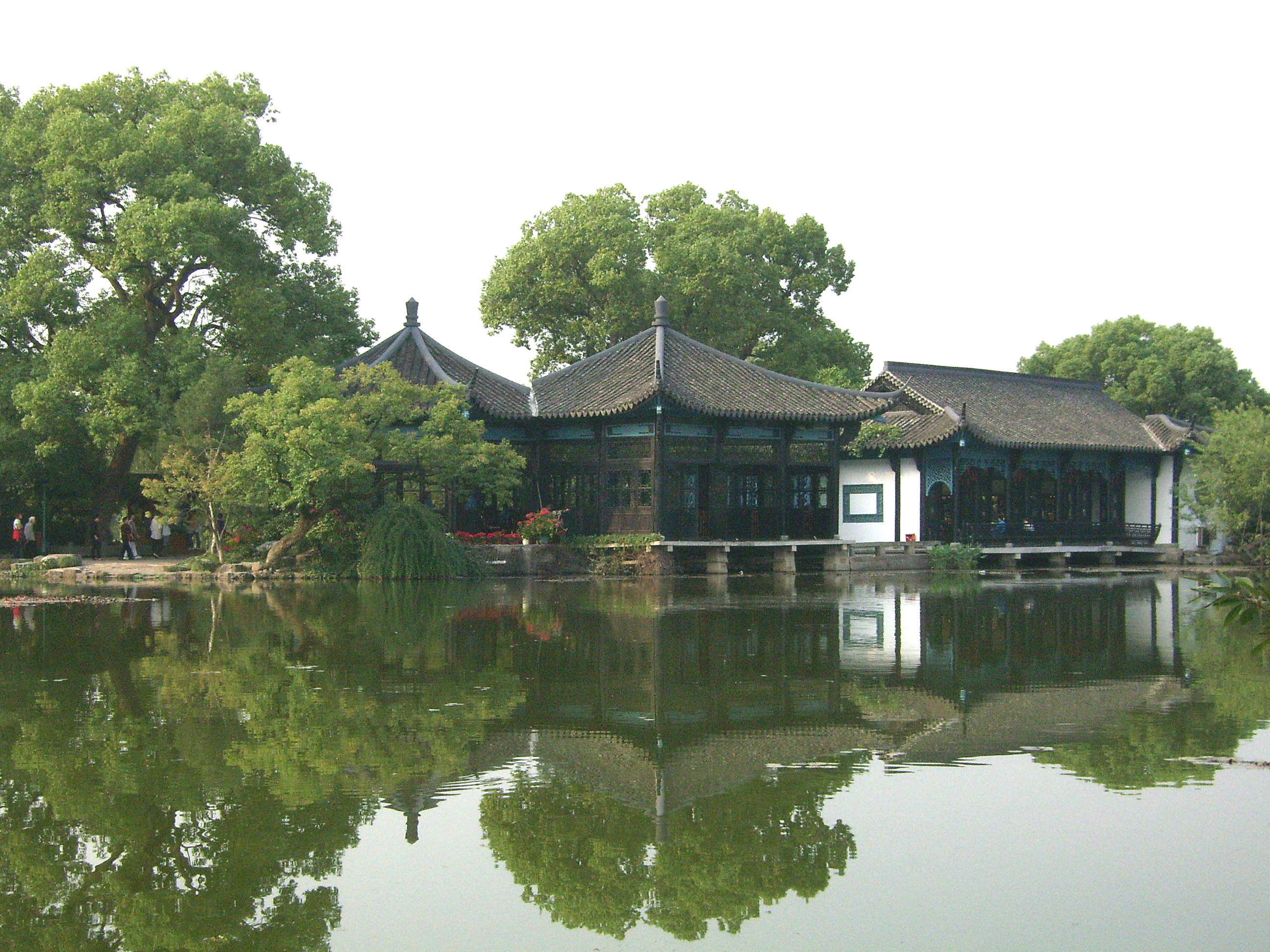
Měsíční ostrov na Západním jezeře.

Město je cílem mnoha turistů. Mezi turisticky zajímavá místa v Chang-čou patří jak okolí Západního jezera (西湖), tak i kulturní dědictví reprezentované starobylými pagodami, chrámy a parky. Městským stromem je kafrovník lékařský (Cinnamomum camphora) a rostlinou osmant vonný (Osmanthus fragrans).
V září 2015 bylo oznámeno, že bude Chang-čou pořádat Asijské hry v roce 2022 a stane se tak po Asijských hrách v roce 1990 v Pekingu a v roce 2010 v Kantonu teprve třetím čínským městem, kde se budou konat.
Chang-čou začíná v současné době upevňovat svou pozici technologického střediska a sídlí zde internetový obchod Alibaba. V roce 2016 se zde konal jedenáctý summit skupiny G20.

## Historie

### Rané dějiny
V okrese Jü-jao, který se nachází 100 kilometrů jihovýchodně od Chang-čou, před sedmi tisíci lety sídlili lidé slavné kultury Che-mu-tu z období neolitu. Právě v tomto období se poprvé v jihovýchodní Číně pěstovala rýže. Podle archeologických vykopávek také víme, že se před pěti tisíci lety nalézala v blízkém okolí současného města sídliště liangčouské kultury. První částí města, která byla poprvé zmíněna v dokumentech, je čtvrť Jü-chang.

### Dynastie Tchang
V roce 589 se Chang-čou stalo vládním střediskem správního celku čou jménem Chang, čímž získalo právo mít městské hradby, které byly vystavěny o dva roky později. Podle tradice, kterou dodržely například i města Kanton či Fu-čou, město převzalo jméno správního celku, který řídilo, a tak vznikl název města Chang-čou. Chang-čou bylo na jižním konci Velkého čínského kanálu, který vede až do Pekingu. Tento kanál se postupem času měnil, ale nakonec své plné délky dosáhl již v roce 609.
Za dynastie Tchang byl guvernérem Chang-čou Po Ťü-i, který už v té době byl slavným básníkem a jeho zásluhy v Chang-čou mu přinesly chválu a pověst skvělého guvernéra. Všiml si, že zemědělská půda v okolí je závislá na vodě ze Západního jezera, ale díky tomu, že to předchozí guvernéři úplně zanedbávali, se stará hráz úplně propadla. Jezero se díky tomu tak vysušilo, že místní rolníky postihlo období vážného sucha. Po proto nařídil stavbu silnější a vyšší hráze s přehradou, aby se tak mohl řídit tok vody a vyřešil se problém se zavlažováním.
Živobytí místních se tak v následujících letech zlepšilo. Po Ťü-i si ve svém volném čase rád užíval krás Západního jezera a chodil sem takřka denně. Také nařídil vybudování cesty přes jezero, aby se přes něj nemuselo přejíždět jen loďkami. Tato cesta proto byla později na jeho počest pojmenována „Poova cesta“. Poté nechal okolo hráze vysadit vrby a další stromy.
Chang-čou je jedním ze sedmi starověkých hlavních měst Číny. Nejdříve bylo hlavním městem království Wu-jüe mezi léty 907 až 978 (během období Pěti dynastií a deseti říší). V té době se jmenovalo Si-fu a bylo jedním ze třech kulturních center v jižní Číně společně s Nankingem a Čcheng-tu. Vládci království Wu-jüe byli známí mecenáši umění, především pak pokud šlo o umění či architekturu v buddhistických klášterech. Chang-čou se také stalo kosmopolitním centrem, které lákalo vzdělance z celé Číny, a navázalo diplomatické vztahy nejen se sousedními čínskými státy, ale i s Japonskem, Koreou a s říší Liao.

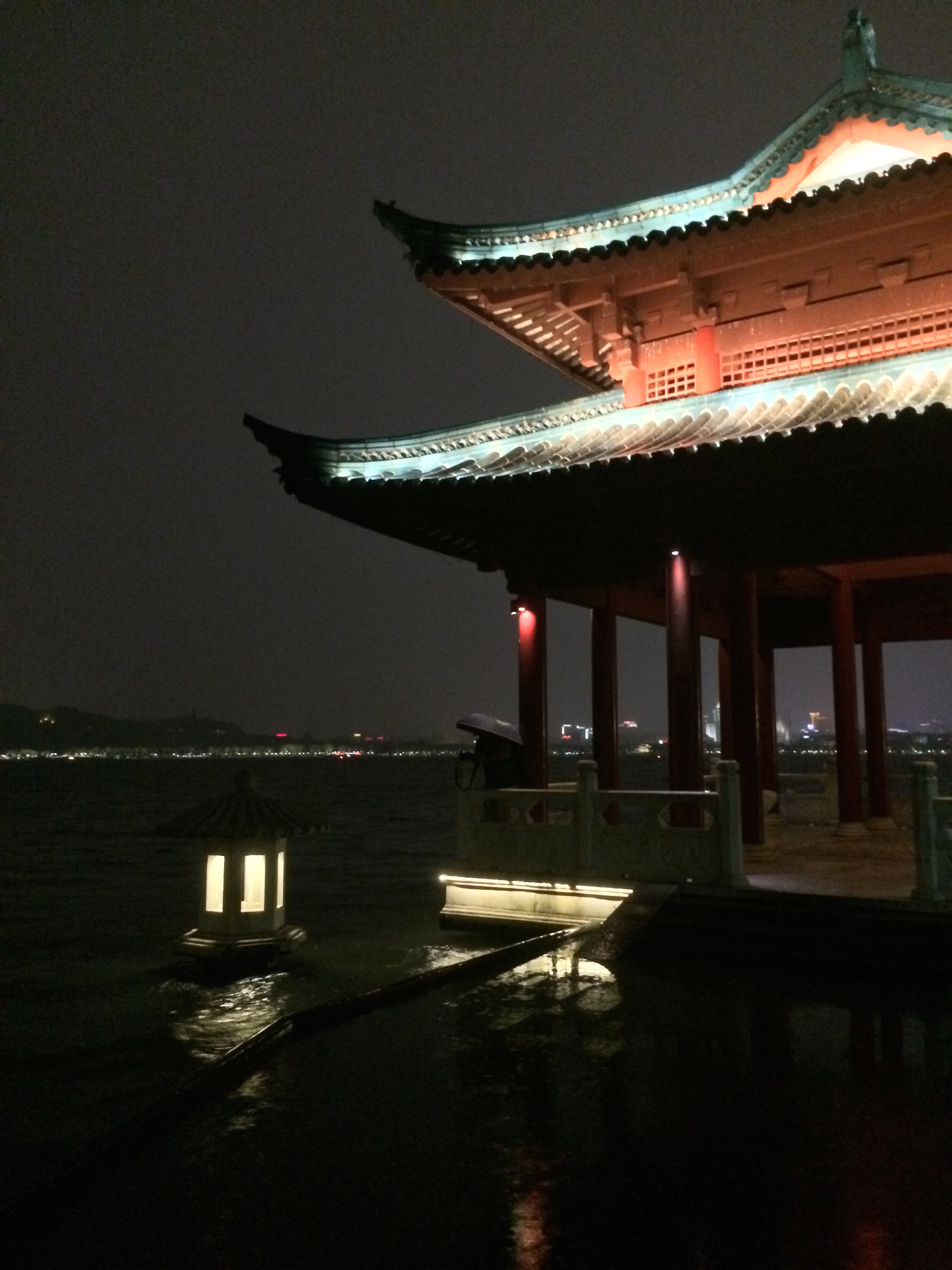
Pavilon Cchuej-kuang u Západního jezera

### Dynastie Sung
V roce 1089, když byl guvernérem města další slavný básník, Su Š’, nechal postavit další cestu přes Západní jezero, která je dnes taktéž na jeho počest pojmenována „Suova cesta“. Na jejím vybudování pracovalo 200 000 dělníků a měří 2,8 km. Obě cesty vedoucí přes jezero byly postaveny z bahna na dně jezera. Císaři Čchien-lungovi se zde rád procházel především brzy ráno na jaře. Před několika desítkami tisíc let bylo jezero lagunou, ze které se však díky naplaveninám vytvořilo jezero. V roce 1975 byly provedeny vrty, při kterých se našly sedimenty z dávné laguny, což tuto teorii o historii jezera potvrdilo. Lidská činnost na jezeře zabránila tomu, aby se něj staly bažiny. Ze západní a severní strany je jezero obklopeno kopci. Na kopci Pao-š', který leží severně od jezera, stojí pagoda Pao-čchu.
Během dynastie Sung v Chang-čou žili arabští obchodníci, jelikož se v té době obchodovalo více na moři než na pevnině. Ve městě se tak dají najít arabské nápisy z 13. a 14. století. Později, během dynastie Jüan došlo k perzekuci Muslimů. Byly zakázány jejich tradice, což vedlo k tomu, že se účastnili povstání proti Mongolům. Egyptský obchodník nechal v Chang-čou vystavět mešitu Feng-chuang-š'. V roce 1345 město navštívil Abú Abdallah ibn Battúta, kterého zde zaujalo především velké množství krásných dřevěných lodí. Zúčastnil se zde také hostiny, kterou pořádal Qurtai, mongolský správce města, kterému se podle Battúty líbily dovednosti čínských kejklířů. Battúta prohlásil, že Chang-čou je největším městem, které kdy na Zemi viděl.
Chang-čou bylo zvoleno novým hlavním městem dynastie Jižní Sung v roce 1132, kdy většinu severní Číny obsadili Džürčeni během války mezi dynastiemi Ťin a Sung. Z původního hlavního města Kchaj-feng se sungský dvůr musel stáhnout v roce 1129 na jih poté, co město obsadili Džürčeni roku 1127. Z Kchaj-fengu se pak Sungové přesunuli do Nankingu, novodobého Šang-čchiou a poté do Jang-čou v roce 1128. Sungská vláda chtěla mít Chang-čou pouze jako dočasné hlavní město, ale postupně se z něj stalo veliké obchodní a kulturní centrum dynastie Sung. Změnilo se z poměrně průměrného a nevýznamného města na jedno z nejdůležitějších a nejbohatších na světě. Jakmile bylo Sungům jasné, že už nemají naději na znovudobytí severní Číny, zřídili více vládních budov v Chang-čou, aby město více odpovídalo statutu císařského hlavního města, které není pouze přechodné.
Od počátku 12. století bylo Chang-čou hlavním městem až do roku 1276, kdy došlo k invazi Mongolů. Během této doby se město jmenovalo Lin'an (臨安). Sloužilo jako sídlo císařské vlády a centrum obchodu a zábavy. Během tohoto období se také město stalo centrem čínské civilizace, jelikož to, co bylo za "střední Čínu" považováno kdysi, bylo nyní obsazeno džürčenskou dynastií Ťin.
Mnoho filozofů, politiků a literátů, z nichž někteří jsou mezi nejslavnějšími básníky v čínské historii (jako například Su Š’, Lu Jou a Sin Čchi-ťi), sem přišlo strávit zbytek svého života. V Chang-čou se také narodil a je zde i pochován vědec Šen Kua (1031–1095). Jeho hrob lze najít ve čtvrti Jü-chang.
Během dynastie Severní Sung došlo k nárůstu obyvatelstva díky příchodu uprchlíků z dobytého severu, rozmachu obchodu a rozvoji úředních a vojenských zařízení a město se tak rozšířilo daleko za své hradby z 9. století. Podle Encyclopædia Britannica mělo město v té době přes 2 miliony obyvatel, zatímco historik Jacques Gernet odhaduje, že v roce 1276 mělo Chang-čou přes milion obyvatel. (Oficiální údaje podle sčítání lidu z roku 1270 zaznamenaly asi 186 330 rodin s trvalým pobytem a pravděpodobně nezapočítaly vojáky a obyvatele bez trvalého pobytu.) Má se za to, že mezi léty 1180 až 1315 a 1348 a 1358 bylo Chang-čou největším městem na světě.
V Chang-čou často hrozily díky velkému počtu obyvatel a dřevěným (často několikapatrovým) budovám požáry. Větší požáry zničily značnou část města v letech 1132, 1137, 1208, 1229, 1237 a 1275, a malé požáry se tu děly takřka každý rok. Jen při požáru v roce 1237 bylo zničeno 30 000 domů. Vláda tak proti této hrozbě vytvořila propracovaný protipožární systém, který zahrnoval výstavbu strážních věží a používání luceren a vlajek, aby se tak mohlo snadno identifikovat, kde požár vznikl. Následně pak vždy bylo vysláno přes 3000 vojáků, aby oheň uhasili.

### Dynastie Jüan až Čching
Chang-čou v roce 1276 obléhala a poté dobyla mongolská armáda vedená Kublaj-chánem a o tři roky později pak došlo k pádu celé říše. Novým hlavním městem dynastie Jüan se stalo Ta-tu (dnešní Peking).
Má se za to, že benátský obchodník Marco Polo navštívil Chang-čou ke konci 13. století. Ve své knize zmiňuje, že je toto město "větší než jakékoliv jiné na světě" a nazývá ho Quinsai, což je název, který je odvozen od jména Sing-caj ("přechodné sídlo"), jak se městu přezdívalo za dynastie Jižních Sungů. Polo se dále zmiňuje: "Počet a bohatství kupců a množství zboží, které se jim dostalo do rukou, bylo tak ohromné, že by nikdo nemohl kdy odhadnout, kolik toho vlastně bylo." Je možné, že do jisté míry i přeháněl, protože tvrdil, že město mělo průměr asi zhruba sta mil (tento odhad je však možná, pokud tím myslel čínskou míli, která je 3/8 jedné italské míle) a že je zde 12 000 kamenných mostů. Někteří však tvrdí, že jde pouze o chybu v pozdějším přepisu knihy, kde se z "12 bran" stalo omylem "12 000 mostů".
Chang-čou bylo důležitým přístavním městem až do poloviny éry dynastie Ming, ale místní přístav se postupně zanesl naplaveninami. Za dynastie Čching bylo město sídlem císařské vojenské posádky.
V letech 1856 a 1860 okupovala Chang-čou Nebeská říše velkého míru a napáchala zde výrazné škody.

### Republikánská a komunistická Čína
Za doby Čínské republiky bylo Chang-čou mezi léty 1928 až 1949 pod správou Kuomintangu. 3. května 1949 však do města vstoupila Čínská lidová osvobozenecká armáda a vládu zde převzali komunisté.
Po reformách, které v roce 1978 provedl Teng Siao-pching, využilo Chang-čou své pozice v deltě řeky Jang-c’-ťiang pro svůj vlastní rozvoj. V současné době je jedním z nejbohatších čínských měst.

## Geografie a podnebí
Chang-čou se nachází v severozápadní části provincie Če-ťiang, v jižní až střední části delty řeky Jang-c’-ťiang a na jižním konci Velkého čínského kanálu, který vede až do Pekingu. Jeho správní území sahá na západě do hornatých částí provincie An-chuej a na východě až k pobřežní oblasti u changčouské zátoky. Centrum města se rozléhá okolo východní a severní strany Západního jezera a severně od řeky Čchien-tchang.

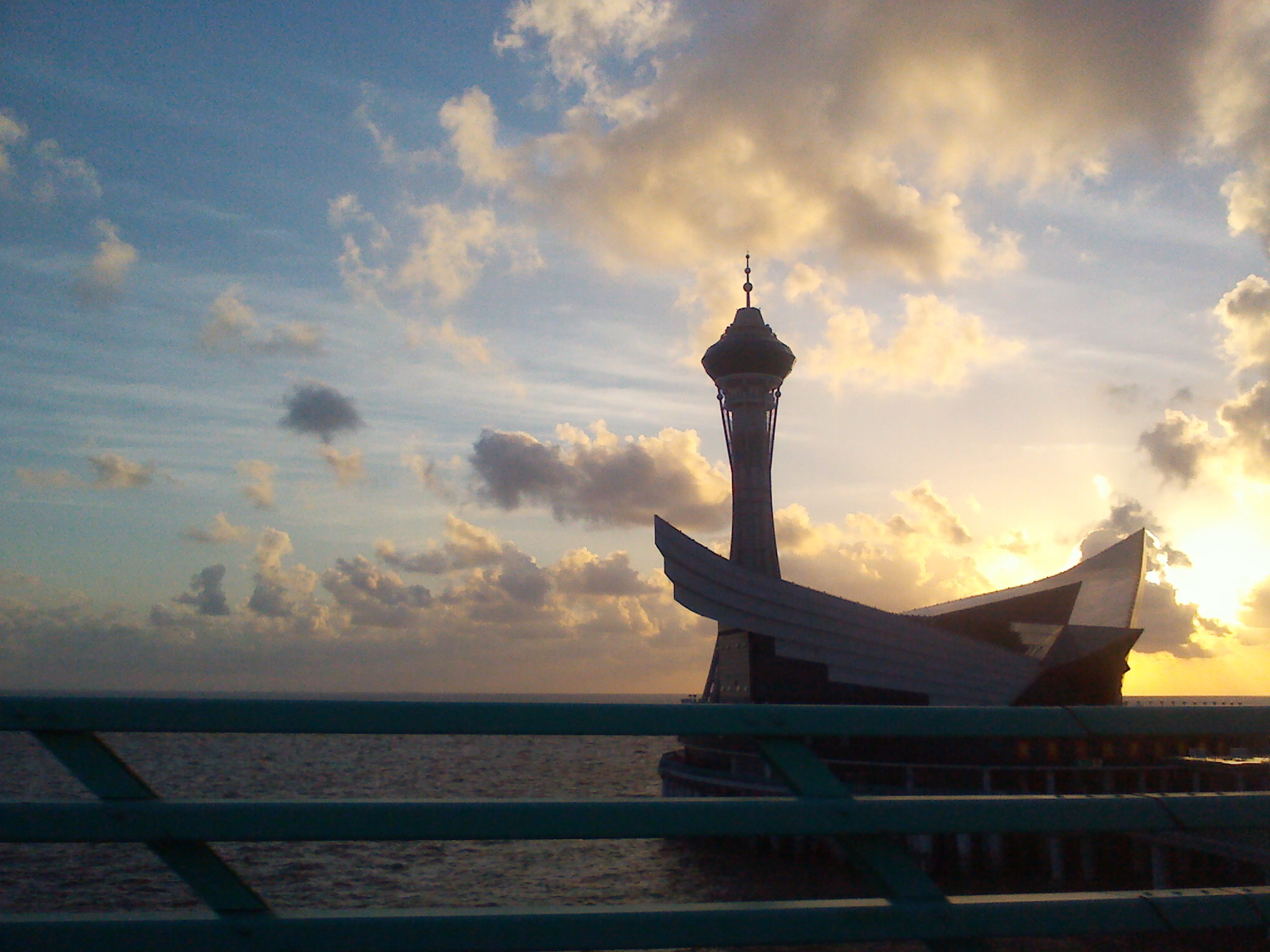
Pohled na zátoku Chang-čou

Chang-čou má vlhké subtropické podnebí (Cfa podle Köppenovy klasifikace podnebí), kde se střídají čtyři odlišná období. To se vyznačuje velmi horkými a vlhkými léty a chladnými, oblačnými a suchými zimami (s občasným sněžením). Průměrná roční teplota je 17,0 °C a denní průměrné teploty se pohybují od 4,6 °C v lednu do 28,9 °C v červenci. Průměrný roční srážkový úhrn je 1 438 mm. Zatímco v červnu bývá město postiženo monzunovými dešti typickými pro východní Asii, v srpnu až září zde bývají tajfunové bouře, i když zde samotné tajfuny běžně neudeří. Ty však většinou postihují oblast na jižním pobřeží provincie Če-ťiang.
Od roku 1951 byly místní extrémy zaznamenány 6. února 1969 (−9.6 °C) a 9. srpna 2013 (41.6 °C). Ročně je místní délka slunečního svitu 1 709,4 hodin, přičemž v březnu je pravděpodobnost slunečného dne 30% a 51% v srpnu.

## Administrativní členění
Subprovinční město Chang-čou má 10 městských obvodů, 1 městský okres a 2 okresy. Čtyři centrální městské obvody (Šang-čcheng, Kung-šu, Pin-ťiang a Si-chu) mají rozlohu 603 km2 a žijí zde čtyři miliony obyvatel obyvatel. Šest příměstských obvodů pak má rozlohu 7 657 km2 a přes šest a půl milionu obyvatel.
| Mapa | Mapa   | Mapa                  | Mapa                  | Mapa               | Mapa                             |
| --- | ------ | --------------------- | --------------------- | ------------------ | -------------------------------- |
| 2 1 3 Si-chu Čchien-tchang Siao-šan Jü-chang Lin-pching Fu-jang Lin-an městský okres · Ťien-te okres · Tchung-lu okres · Čchun-an 1. Kung-šu 2. Šang-čcheng 3. Pin-ťiang |        |                       |                       |                    |                                  |
| Název | Název  | Počet obyvatel (2010) | Počet obyvatel (2020) | Rozloha km² (2020) | Hustota zalidnění (obyv. na km²) |
| český přepis | znaky  | Počet obyvatel (2010) | Počet obyvatel (2020) | Rozloha km² (2020) | Hustota zalidnění (obyv. na km²) |
| Městské obvody |        |                       |                       |                    |                                  |
| Šang-čcheng | 上城区 | 1 032 644             | 1 323 467             | 120                | 11 038                           |
| Kung-šu | 拱墅区 | 1 077 970             | 1 120 985             | 98                 | 11 420                           |
| Si-chu | 西湖区 | 820 017               | 1 112 992             | 313                | 3 560                            |
| Pin-ťiang | 滨江区 | 319 027               | 503 859               | 72                 | 6 979                            |
| Siao-šan | 萧山区 | 1 345 135             | 2 011 699             | 987                | 2 038                            |
| Jü-chang | 余杭区 | 581 895               | 1 226 673             | 945                | 1298                             |
| Lin-pching | 临平区 | 588 395               | 1 175 841             | 283                | 4 149                            |
| Čchien-tchang | 钱塘区 | 476 888               | 769 150               | 504                | 1 526                            |
| Fu-jang | 富阳区 | 717 694               | 832 017               | 1 821              | 457                              |
| Lin–an | 临安市 | 566 665               | 634 555               | 3 117              | 204                              |
| Městský okres |        |                       |                       |                    |                                  |
| Ťien-te | 建德市 | 430 750               | 442 709               | 2 317              | 191                              |
| Okresy |        |                       |                       |                    |                                  |
| Tchung-lu | 桐庐县 | 406 450               | 453 106               | 1 829              | 248                              |
| Čchun–an | 淳安县 | 336 843               | 328 957               | 4 415              | 75                               |
| |        |                       |                       |                    |                                  |
| Celkem | Celkem | 8 700 373             | 11 936 010            | 16 820             | 710                              |

## Ekonomika
Ekonomika Chang-čou rapidně vzrůstá od roku 1992, kdy se město otevřelo. V rámci východní Číny je považováno za důležitou výrobní základnu a logistické středisko.
V roce 2001 mělo město HDP 156,8 miliard RMB, což ho v tomto ohledu umístilo na druhé místo mezi všemi provinčními městy, přičemž na prvním místě bylo Kuang-čou. Od té doby se místní HDP více než ztrojnásobilo a v roce 2016 dosáhlo hodnoty 1,105 bilionů RMB, a HDP na osobu se zvýšilo z 3 025 USD na 18 282 USD.
Nalézá se zde mnoho sektorů jako například lehký, zemědělský, textilní, lékařský, informační, automobilový, elektronický, telekomunikační, chemický a potravinářský průmysl či těžké strojírenství.

### Ekonomické a technické rozvojové zóny
Ekonomická a technická rozvojová zóna Chang-čou byla založena v roce 1993, kdy ji Státní rada schválila jako národní rozvojovou zónu. Má rozlohu 104,7 km2 a mezi průmysly, které jsou zdě nejvíce podporovány, patří elektronický a informační průmysl, biomedicína, strojírenství, výroba domácích spotřebičů a zpracování potravin.

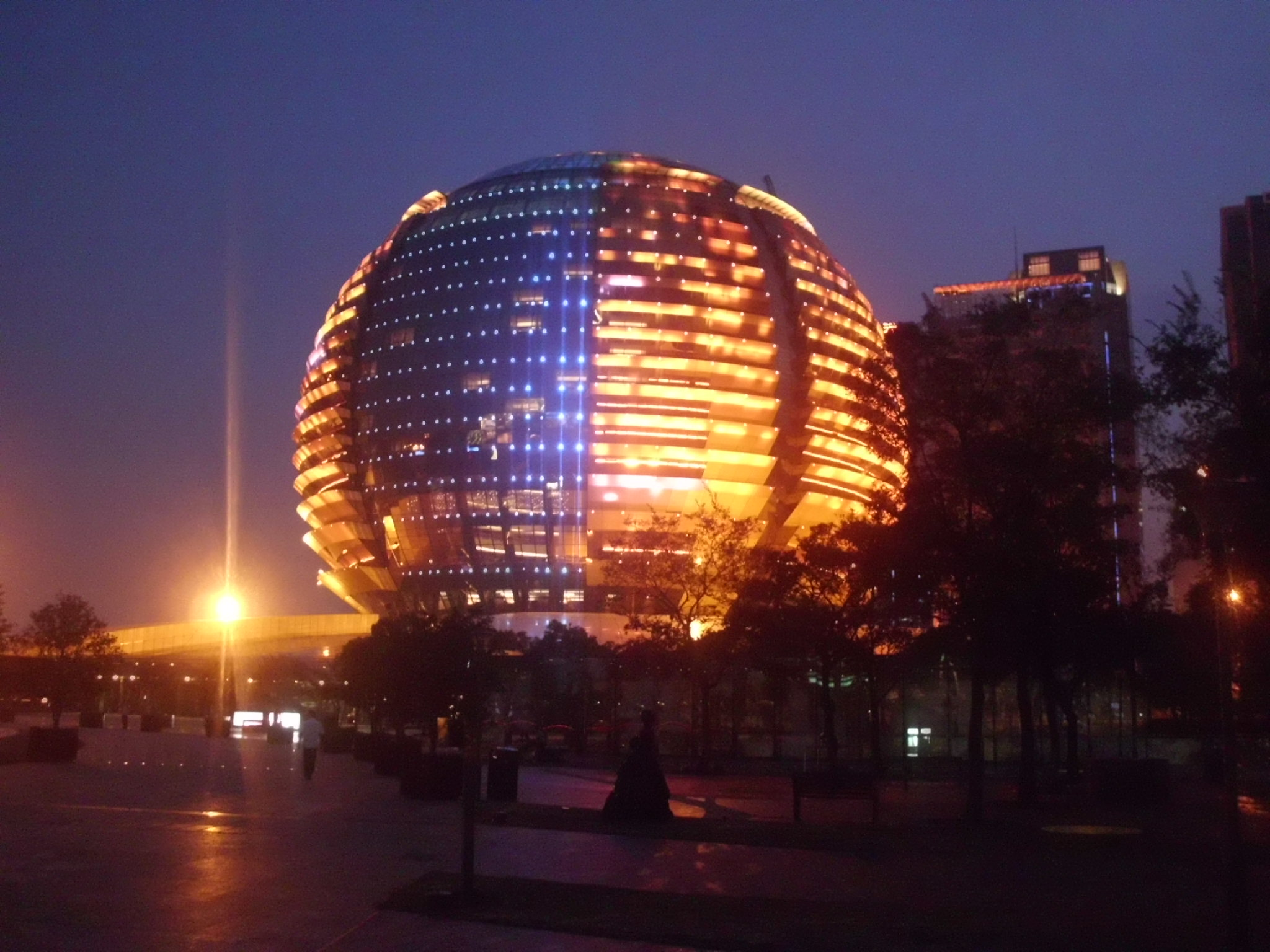
Mezinárodní konferenční centrum v Chang-čou

27. dubna 2000 schválila Státní rada založení Vývozní zóny Chang-čou. Je jednou z prvních zón svého druhu, jedinou v provincii Če-ťiang a má rozlohu 2.92 km2. Nachází se poblíž changčouského přístavu a letiště Siao-šan.
Changčouská Hi-Tech Industrial Development Zone (volně přeloženo: zóna pro rozvoj pokročilých technologií) byla zřízena v březnu 1991 a od té doby se stala jedním z nejvýznamnějších inovačních a průmyslových center v oblasti pokročilých technologií v provincii Če-ťiang. V roce 2013 se v zóně nacházelo přes 1 100 softwarových vývojářů a outsourcovaných podniků. Společnosti jako Motorola, Nokia či Siemens si zde zřídily svá VaV centra. V roce 2011 vzrostlo HDP zóny o 13,1% a mělo tak hodnotu 41,63 miliard RMB, což tvoří 5,9% celkového HDP Chang-čou. Tato zóna se prezentuje jako čínské Silicon Valley. Své hlavní sídlo zde má i Alibaba Group, která je největším B2B portálem na světě a zároveň největší internetovou stránkou v Číně co se tržní hodnoty týče.
V roce 2016 se v Chang-čou konal summit skupiny G20.

## Turismus
Chang-čou je známé díky svým památkám a přírodě, a je taktéž často považováno za jedno z nejkrásnějších a nejmalebnějších čínských měst. I když se město v posledních letech výrazně rozvíjí, stále si zachovává své historické a kulturní dědictví. Turismus je tak stále důležitou součástí changčouské ekonomiky. Jednou z nejoblíbenějších atrakcí je Západní jezero, které je památkou UNESCO, a kde se nachází mnohé z changčouských historických a scénických míst. Vedle jezera se pak nachází mnoho pagod, kulturních míst a přírodních oblastí. Přes jezero vedou dvě cesty.
Další zajímavosti:

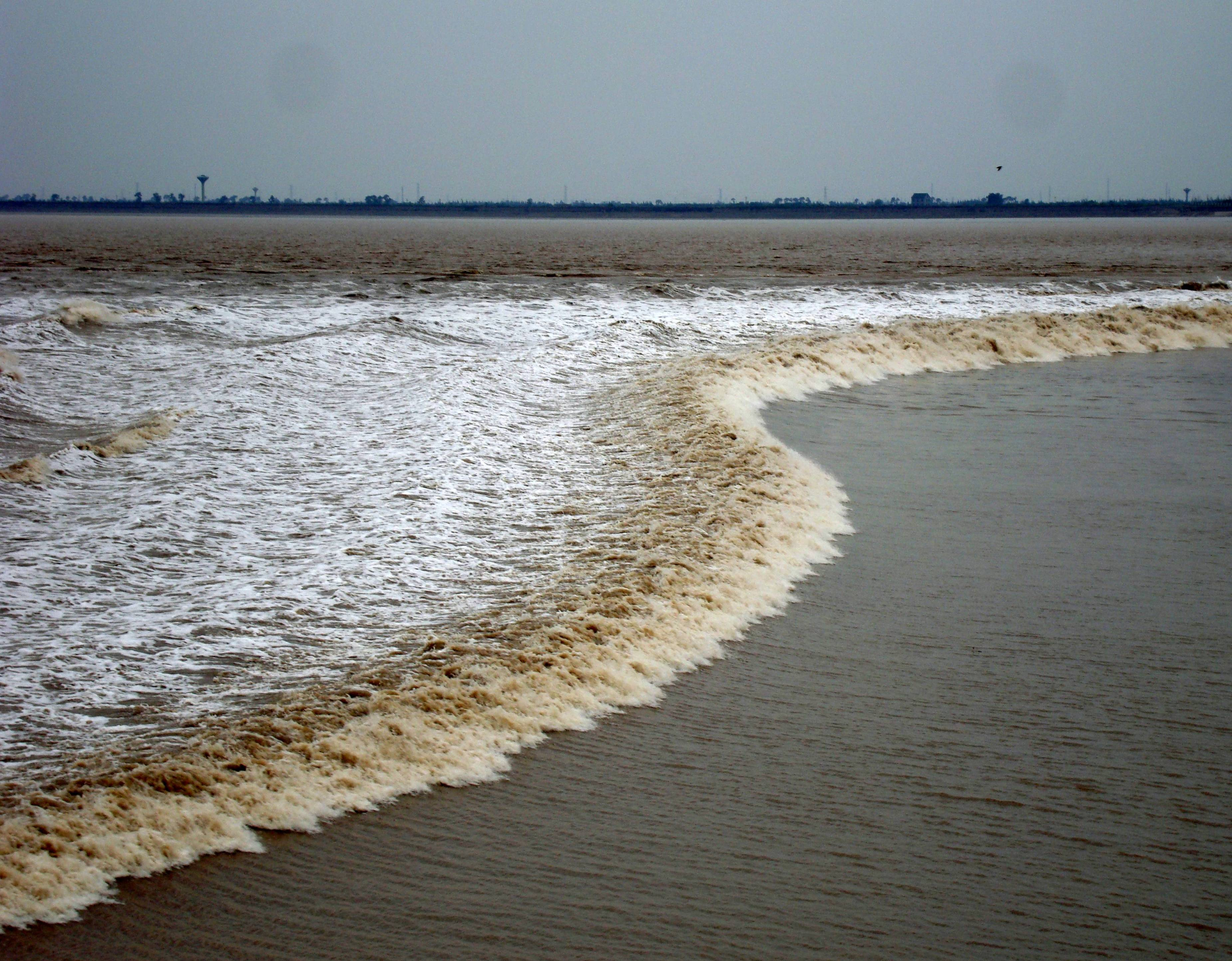
Přílivová vlna na řece Čchien-tchang v Chang-čou

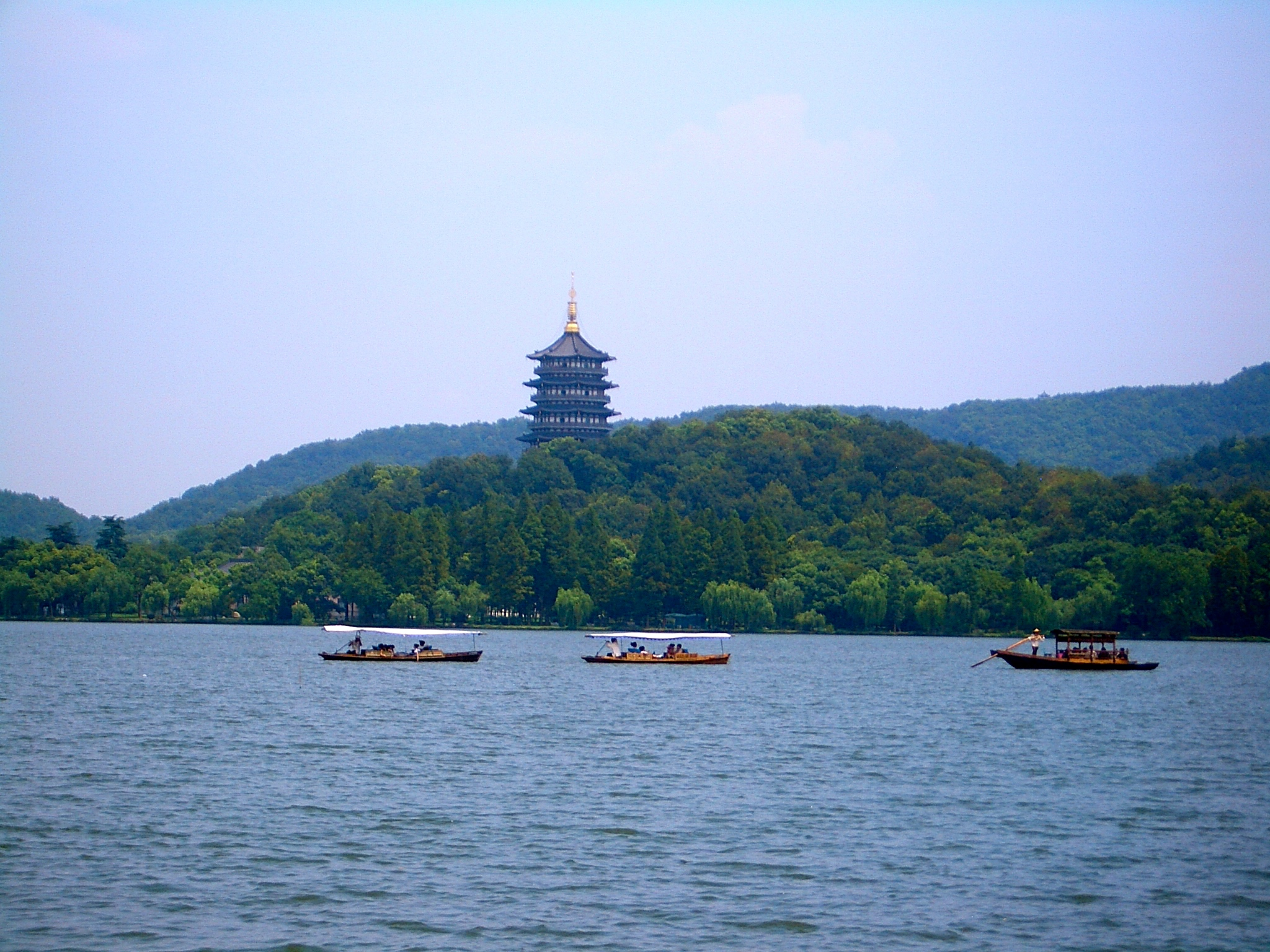
Západní jezero a pagoda Lej-feng

- Přes Chang-čou se po řece Čchien-tchang žene největší přílivová vlna na světě, která dosahuje až 12 m do výšky.
- Sídlo Chu Süe-jena (胡雪岩故居), který on sám postavil v roce 1872. Chu Süe-jen byl úspěšným obchodníkem, který původně pocházel z provincie An-chuej. Sídlo bylo později zrekonstruováno a znovu zpřístupněno veřejnosti v roce 2001.
- Národní park Mokřady Si-si, který byl vytvořen za účelem zachování ekosystému mokřadů a rozléhá se na území 10 km². Byly zde obnoveny rybníky a rákosové porosty, a dnes zde útočiště nachází mnoho druhů ptáků. Nachází se zde i klášter a několik historických venkovských domů.
- Botanická zahrada
- ZOO Chang-čou
- Ulice Che Fang, kde lze vidět starou čínskou architekturu a dá se nakoupit mnoho suvenýrů a známý čaj Lung-ťing
- Nefritové prameny (Jü Čchüan)
- Kulturní náměstí Západního jezera je náměstí, na kterém stojí jedna z nejvyšších budov ve městě (přibližně 160m) a sídlí zde Čeťiangské přírodopisné muzeum a Čeťiangské vědecké a technologické muzeum.
- Jezero Čchien-tao ("jezero tisíce ostrovů") v okresu Chun'an, který patří pod správu changčouské vlády. Jedná se o umělé jezero, na kterém se nachází 1078 ostrovů, které se liší svými tvary i velikostmi.
- Velký kanál
- Čajová pole Lung-ťing, odkud pochází jeden z nejznámějších čínských čajů. Nacházejí se na západ od Západního jezera.

V březnu 2013 vyhlásila Changčouská komise pro turismus online kampaň na Facebooku s názvem "Moderní Marco Polo". Během dalšího roku se do ní zapojilo přes 26 000 soutěžících, kteří se chtěli stát prvním zahraničním velvyslancem pro cestovní ruch v Chang-čou. Vítězem byl nakonec 20. května 2014 vyhlášen Liam Bates, který tak vyhrál smlouvu na 40 000€ a stal se tak prvním cizincem, kterého čínská vláda jmenovala na takto oficiální post.

## Náboženství

### Náboženské památky poblíž Západního jezera
- Klášter Ťing-cch', který se nachází jižně od jezera.
- Klášter Ling-jin, který se nachází přibližně 2 km západně od jezera. Má se za to, že jde o nejstarší buddhistický chrám ve městě. Mnohokrát byl zničen a následně opět zrekonstruován.
- Pagoda Pao-čchu, která se nachází severně od jezera na Drahokamovém kopci (宝石山)
- Klášter krále Jüe, který se nachází na severozápadním pobřeží jezera. Byl původně postaven v roce 1221 na památku generála Jüe Feje, který přišel o život díky politické perzekuci.
- Pagoda Lej-feng na jihu od jezera.

### Další náboženské památky
- Pagoda Liou-che ("pagoda šesti harmonií") na kopci Yuelun na severní straně řeky Čchien-tchang.
- Konfuciův klášter
- Klášter Čcheng-chuang na kopci Wu
- Pramen Snění o tygrovi
- Katedrála Neposkvrněného početí je jedním z nejstarších katolických kostelů v Číně. Byla postavena před 400 lety během dynastie Ming.
- Mešita Fénixe (Feng-chuang) je jednou z nejstarších v Číně. Byla postavena před 700 lety za dynastie Jüan.

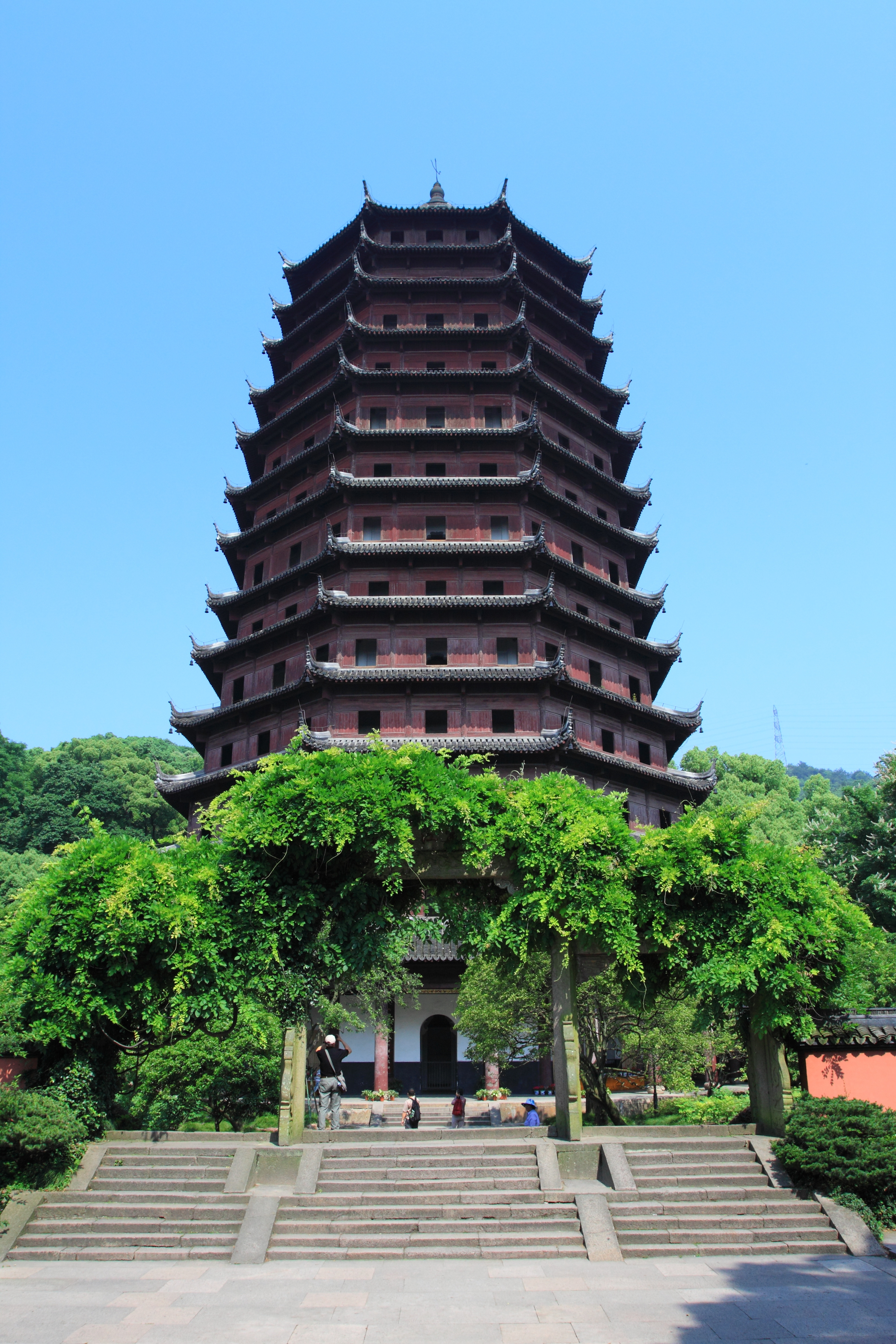
Pagoda Liou-che, postavena v roce 1165 za dynastie Sung

### Islám
V roce 1848 za dynastie Čching bylo Chang-čou popsáno jako pevnost islámu v Číně, jelikož se zde nacházelo hned několik mešit s arabskými nápisy. Jeden příslušník etnické skupiny Chuejů z Ning-po řekl jednomu Angličanovi, že Chang-čou je opravdu velkou základnou pro muslimy v porovnání s jeho mešitou v Ning-po, kde se schází pouze 30 rodin. Dvě z nejvýznamnějších mešit v Chang-čou jsou mešita Fénixe a Velká mešita.

### Judaismus
Na přelomu 16. a 17. století bylo město důležitým centrem judaismu v Číně a je možné, že odsud pochází současná židovská komunita v Kchaj-fengu. Kdysi zde existovala synagoga, ale dnes po ní nezbyla žádná stopa.

### Křesťanství
Dva ze tří pilířů čínského katolictví pocházely z Chang-čou. Na začátku 21. století ve městě došlo k perzekuci Křesťanů.

## Kultura

### Jazyk
Původní obyvatelé Chang-čou mluví stejně jako obyvatelé provincie Če-ťiang a jižní části provincie Ťiang-su changčouským dialektem, který je sám dialektem jazyka Wu. V jednotlivých oblastech se však changčouský dialekt liší. Přesto se v oblasti mluví převážně standardní čínštinou, která je oficiálním jazykem země.

### Muzea
V Chang-čou se nachází několik muzeí regionálního i národního významu. Národní muzeum čínského hedvábí (中国丝绸博物馆), které se nachází poblíž Západního jezera, je jedním z prvních muzeí na státní úrovni a zároveň největší muzeum hedvábí na světě. Čínské národní muzeum čaje (中国茶叶博物馆) se specializuje na čaj a jeho kulturu. Muzeum provincie Če-ťiang (浙江博物馆) má přes 100 000 exponátů týkajících se lidských studií, výzkumu a kulturních památek.

### Jídlo
Má se za to, že changčouská kuchyně představuje jídla typická pro provincii Če-ťiang, která je jednou z osmi nejdůležitějších čínských kuchyní. Místní se shodují na tom, že tento způsob úpravy jídla je "čerstvý, jemný, měkký, hladký a má jemnou vůni." Jídla jako jsou nudle pchien er čchuan (片儿川), ryba ze Západního jezera na octu (西湖醋鱼), vepřové z Tung-pcho (东坡肉), lung-ťingské krevety (龙井虾仁), žebrákovo kuřecí (叫化鸡), pařená rýže s vepřovým zabaleným v lotosových listech (荷叶粉蒸肉), dušené bambusové výhonky (油焖笋), pudink z lotosového kořene (藕粉) a rybí polévka sestry Sung (宋嫂鱼羹) patří mezi ta nejznámější z changčouské kuchyně.

### Umění
V Chang-čou existuje mnoho divadel, kde se hraje především opera. Šaosingská opera, která pochází z čeťiangského Šeng-čou, je druhým nejrozšířenějším druhem opery v Číně.

### Zajímavosti
Čaj je důležitou součástí changčouské ekonomiky a kultury. Chang-čou je známo tím, že odsud pochází Lung-ťing (Dračí studna), který je jedním z nejslavnějších druhů zeleného čaje. Jeho nejznámější a údajně nejlepší odrůdou je Si-hu Lung-ťing, který se pěstuje ve vesnici Lung-ťing poblíž Chang-čou.
Changčouská vláda výrazně investuje do propagace turismu a umění, přičemž se klade důraz na výrobu hedvábí, deštníků a skládacích vějířů.

## Doprava
Changčouské letiště Siao-šan město spojuje nejen s mnoha čínskými městy, ale i s různými mezinárodními destinacemi jako jsou například Thajsko, Japonsko, Jižní Korea, Malajsie, Vietnam, Singapur, Tchaj-wan, Nizozemsko, Katar a USA. Regionální linky pak létají do Hongkongu a Macaa. Letiště Siao-šan se běžně drží mezi deseti letišti, kterými v Číně projde nejvíce cestujících. Má dva terminály, Terminál A a Terminál B. Na terminálu A, který je menší, se odbavují mezinárodní a regionální lety, zatímco terminál B odbavuje pouze domácí lety. Letiště se nachází těsně za městem ve čtvrti Siao-šan a s centrem ho spojuje přímá autobusová linka. Existují plány na rozšíření letiště, díky kterým se má vybudovat druhá runway a třetí terminál. Došlo by tak k nárůstu kapacity tohoto rychle se rozvíjejícího letiště, které také slouží jako druhé centrum pro leteckou společnost Air China. Zároveň se také buduje vyvýšená expresní letištní dálnice nad již existující dálnicí, která spojuje letiště a centrum. V druhé fázi výstavby linky 1 changčouského metra se plánuje její prodloužení až na letiště.
V Chang-čou se protíná několik nejvytíženějších železničních koridorů v Číně, od severovýchodu na jihozápad přes Chang-čou vede vysokorychlostní trať Šanghaj – Kchun-ming (i starší (železniční trať Šanghaj – Kchun-ming), na sever vede vysokorychlostní trať Nanking – Chang-čou a na jihovýchod vysokorychlostní trať Chang-čou – Ning-po. Hlavním nádražím je Železniční stanice Chang-čou - východ (hovorově "východní nádraží"), které je jedním z hlavních železničních uzlů v Číně. Má 15 nástupišť a čínská železniční rychlodráha odsud provozuje linky do Šanghaje, Nankingu, Čchang-ša, Ning-po a dalších. Přibližně každých 20 minut od 6:00 do 21:00 odsud vyjíždějí linky do Šanghaje. Rychlovlaky do Šanghaje však odjíždí pouze každou hodinu a cesta trvá 50 minut pokud se jedná o přímý spoj nebo 59 až 75 minut, pokud jde o spoj se zastávkami. Z Chang-čou se však dá dostat do většiny velkých čínských měst. Nádraží se zbytkem města spojují linky metra 1 a 4. Železniční stanice Chang-čou (hovorově "nádraží ve městě") byla v polovině roku 2013 zavřena pro opravy, ale nedávno se znovu otevřela.
Přímá vlaková spojení spojují Chang-čou s více než 50 městy, včetně 12 denních spojů do Pekingu, přes 100 spojů do Šanghaje a dosahují až do Urumči. Čínská železniční rychlodráha byla uvedena do provozu 26. října 2010 a v provozu jsou vlakové soupravy CRH 380A(L), CRH 380B(L) a CRH380CL. Ty cestují rychlostí 350 km/h a zvládnou tak například 202 km za 45 minut.
Centrální (na východ od centra, nahradila bývalou východní stanici), severní, jižní a západní autobusové stanice město spojují s městy v provincii Če-ťiang i okolních provinciích.
Chang-čou má efektivní veřejnou dopravu, která zahrnuje dieselové autobusy, trolejbusy, dieselově-elektrické autobusy a taxi. První linka metra byla uvedena do provozu ke konci roku 2012. Chang-čou je známé svou sítí metrobusů, které spojují centrum s mnohými příměstskými oblastmi a které i v centru mají své speciální silniční pruhy. Oblibě se také těší kola a motorová kola. Chang-čou má také rozšířený systém veřejných kol, který je zadarmo.
Dalším oblíbeným způsobem dopravy je taxi, která podléhají přísným opatřením.
Metro v Chang-čou se začalo stavět v březnu 2006 a první linka byla otevřena 24. listopadu 2012. Linka 1 spojuje centrum s příměstskými oblastmi od Siang-chu až k ulici Wen-ce a Lin-pchingu. V červnu 2015 pak byla dokončena jihovýchodní část linky 2 (která začíná ve čtvrti Siao-šan a končí na jihu centra) a krátká část linky 4 (méně než 10 zastávek, spojuje linky 1 a 2). Očekává se, že celkově bude metro mít 10 linek, přičemž většina z nich je stále ve výstavbě.

## Vzdělání

### Univerzity
Díky přítomnosti mnoha institucí vyššího vzdělávání má Chang-čou velkou studentskou populaci. Mezi místní univerzity patří:
- Čeťiangská univerzita (založena roku 1897, jedna z nejprestižnějších univerzit v Číně)
- Čínská akademie umění (založena v roce 1928)
- Elektrotechnická univerzita Chang-čou
- Normální univerzita Chang-čou (založena v roce 1908)
- Čeťiangská univerzita čínské medicíny
- Čeťiangská lesnická univerzita
- Čeťiangská průmyslová univerzita
- Čeťiangská univerzita vědy a technology
- Čeťiangská univerzita pro mezinárodní studia
- Čeťiangská vědecko-technická univerzita
- Čeťiangská univerzita Shuren
- Zhejiang University City College
- Čeťiangská technologická univerzita
- Čeťiangská univerzita médií a komunikací

## Výroky o Chang-čou
„Na Nebesích je ráj. Na zemi jsou Su-čou a Chang-čou.“ – čínské přísloví
Marco Polo ve své knize popisuje Su-čou jako "město na zemi" a Chang-čou jako "město na nebi". Dále o něm píše, že je to „nezpochybnitelně nejjemnější a nejvznešenější na světě.“ Během summitu G20 v roce 2016 se Chang-čou prezentovalo právě jako "ráj na zemi".
„Narodit se v Su-čou, žít v Chang-čou, jíst v Kuang-čou, zemřít v Liou-čou.“ – čínské přísloví
Su-čou se považuje za město velmi vzdělaných, civilizovaných a krásných lidí, Chang-čou je zase známé svou scenérií, Kuang-čou svým jídlem a v Liou-čou se vyrábějí dřevěné rakve, které údajně mají zpomalit rozklad těla.

## Partnerská města
- Sayama, Japonsko (1979)
- Boston, Spojené státy americké (1982)
- Baguio, Filipíny (1982)
- Leeds, Spojené království (1988)
- Fukui, Japonsko (1989)
- Josu, Jižní Korea (1994)
- Nice, Francie (1998)
- Paramaribo, Surinam (1998)
- Budapešť, Maďarsko (1999)
- Bejt Šemeš, Izrael (2000)
- Agádír, Maroko (2000)
- Curitiba, Brazílie (2001)
- Kazaň, Rusko (2003)
- Kapské Město, Jihoafrická republika (2005)
- Oviedo, Španělsko (2006)
- Pisa, Itálie (2008)
- Cancún, Mexiko (2008)
- Indianapolis, Spojené státy americké (2008)
- Kuala Lumpur, Malajsie (2009)
- Drážďany, Německo